# 戸田京介
戸田 京介（とだ きょうすけ、1970年4月5日 - ）は、日本のラグビーレフリー（審判員）。レフリーと兼任で岐阜県高校教諭。現在は県教育委員会に出向（以前は、岐阜北高校の教諭も務めていた）。岐阜県出身。

## 略歴
岐阜大学時代、当初はサッカー部に入っていたが、部長兼監督であった松岡敏男に勧誘され2年生時からラグビー部に入部する。卒業後、レフリーを始める。
2003年9月21日、トップリーグ初年度第2節の近鉄ライナーズ対セコムラガッツにてトップリーグでのレフリーを初担当。
2021年5月9日、トップリーグ最終年のプレーオフトーナメント準々決勝のクボタスピアーズ対神戸製鋼コベルコスティーラーズを最後に、トップグレードのレフリーを引退した。
トップリーグの初年度から最終年度までの18年間、計137試合を担当した。引退当時、51歳で日本ラグビーフットボール協会A級レフリー最年長だった。
試合中に選手へかける言葉はユーモアに富む。レフリーの声はマイクを通し試合会場や中継番組で流れるため、戸田の語りは人気となり、「戸田節」と呼ばれた。
レフリー最後の試合（上述のクボタ対神戸製鋼）前半36分で、良いプレーに対して「しびれるね」と話したエピソードに象徴されるように、「手をあげない、手を上げるのは横断歩道だけ」「笛が鳴ったら、爽やかに」のほか、芸人しんやが大学生時代に言われたという「君がゲームを壊してる」など、語りかけに特徴がある。
趣味として、マラソンやトレイルランを行っている。マラソンのベストタイムは2時間52分29秒（京都マラソン）である。